# Invasione normanna di Malta
L'invasione normanna di Malta fu un attacco condotto nel 1091 sull'isola di Malta, allora abitata prevalentemente da musulmani, da parte dei normanni della contea di Sicilia guidati da Ruggero I.
Gli invasori assediarono Medina, il principale insediamento dell'isola, ma gli abitanti riuscirono a negoziare i termini di pace, liberando i prigionieri cristiani, prestando giuramento di lealtà a Ruggero e impegnandosi nel pagamento di un tributo annuale.
L'attacco non portò a grandi cambiamenti politici, ma aprì la strada alla cristianizzazione di Malta, iniziata nel 1127. Nel corso dei secoli, l'invasione del 1091 venne mitizzata come la liberazione della Malta cristiana dall'opprimente dominio musulmano e nacquero una serie di tradizioni e leggende, come l'improbabile affermazione che i colori nazionali maltesi provengono dai colori della famiglia di Altavilla.

## Contesto
La conquista normanna dell'Italia meridionale iniziò intorno all'inizio dell'XI secolo e si completò con la conquista della Sicilia, che avvenne nel 1091 con la caduta dell'ultima roccaforte musulmana di Noto. La posizione delle isole maltesi al largo della costa siciliana le rese un bersaglio naturale tanto che i primi piani di attacco erano stati progettati da Roberto il Guiscardo già nel 1072.
All'epoca Malta era abitata principalmente da musulmani. Secondo Al-Himyarī, l'isola si era spopolata a seguito dell'assedio di Melite nel 870 ed era stata ripopolata da una comunità musulmana nel 1048-49, anno in cui presuppone la fondazione della città e la costruzione delle sue mura. È possibile che i musulmani che abitavano l'isola fossero fuggiti dalla Sicilia a causa delle guerre arabo-bizantine e gli stessi bizantini tentarono di riconquistare Malta nel 1053-54, senza successo.

## Invasione e conseguenze

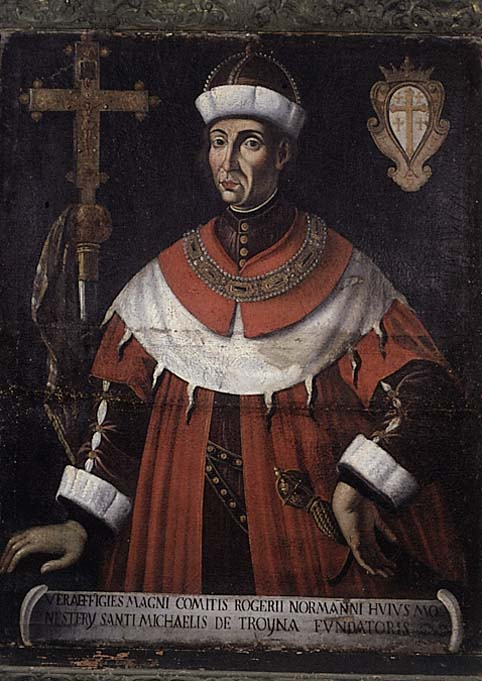
Ruggero I di Sicilia

La flotta normanna guidata da Ruggero I lasciò la Sicilia nel giugno o luglio 1091 e arrivò a Malta due giorni dopo. Ruggero sbarcò sull'isola trovando una certa resistenza da parte degli abitanti. All'alba del giorno successivo, Ruggero e il suo esercito marciarono verso la capitale dell'isola, Medina, e la assediarono. Secondo quanto riferito, il sovrano della città e i suoi abitanti chiesero di incontrare il conte per discutere dei termini di pace: liberarono tutti i prigionieri cristiani e diedero ai Normanni cavalli, muli, tutte le loro armi e una somma di denaro, accettando di prestare giuramento di lealtà a Ruggero e di offrirgli un tributo annuale.
I cristiani liberati si imbarcarono sulle navi di Ruggero per tornare in Sicilia. Lungo la strada, i Normanni invasero e saccheggiarono l'isola di Gozo. All'arrivo in Sicilia, Ruggero si offrì di costruire un insediamento noto come Villafranca (villaggio libero) per i prigionieri liberati, che sarebbero stati esenti da tassazione, mentre a chi scelse di tornare alle proprie case venne offerto il passaggio gratuito attraverso lo stretto di Messina.
Nel 1192 Tancredi di Sicilia nominò Margarito di Brindisi come primo conte di Malta ma nel 1194 Enrico VI, imperatore del Sacro Romano Impero e marito di Costanza, conquistò il Regno di Sicilia, per cui la contea di Margarito venne perduta.

## Analisi
La fonte più affidabile per quanto riguarda l'invasione normanna di Malta è un resoconto dello storico dell'XI secolo Goffredo Malaterra. Nei secoli successivi, infatti, l'invasione normanna venne romanzata come la liberazione da parte di Ruggero dei cristiani di Malta dall'opprimente dominio musulmano, e questo concetto entrò nella tradizione e nel folklore maltesi, anche se non ci sono prove della presenza di una popolazione cristiana durante il periodo del dominio musulmano come affermato dallo storico secentesco Giovanni Francesco Abela. Sebbene ci siano pochissime testimonianze del periodo 870-1091 in generale, si ritiene che i prigionieri cristiani liberati nel 1091 non fossero indigeni maltesi o siciliani, ma più probabilmente provenienti dall'Italia o da altre parti d'Europa.
Oggi l'invasione normanna è considerata più una razzia che un tentativo di stabilire un'occupazione permanente delle isole. Tuttavia, ha spianato la strada alla cristianizzazione e alla latinizzazione di Malta e ha lasciato un profondo impatto culturale sui maltesi nei secoli successivi. L'istituzione di un regime cristiano a Malta avvenne nel 1127 con l'invasione di re Ruggero II di Sicilia, quando arrivarono a Malta coloni cristiani, tra cui amministratori, membri della guarnigione, commercianti e clero. La loro lingua si fuse con la lingua siculo-arabo parlato dalla popolazione musulmana, evolvendosi nell'attuale lingua maltese.